# Fagopyrum rubrifolium
Fagopyrum rubrifolium är en slideväxtart som beskrevs av Ohsako & Ohnishi. Fagopyrum rubrifolium ingår i släktet boveten, och familjen slideväxter. Inga underarter finns listade i Catalogue of Life.